# 台湾路 (上海)
台湾路是中華人民共和國上海市黄浦区一條東西走向道路，道路西起福建中路，东至五福弄，道路全长135米，宽6.1至7.8米，车行道宽3.7至6米。道路於19世纪60年代初修建，清朝同治四年（1865年）道路得名台湾路。